# ヘレンときよしの物語
『ヘレンときよしの物語』（へれんときよしのものがたり）はタレントの西川きよし・ヘレン夫妻を描いたテレビドラマである。日本テレビ系のDRAMA COMPLEXで2006年8月29日に放送。
きよし役を長男の忠志が演じ、父・義道役をきよしが演じる。
更に、ヘレン役の和久井の姿を見たきよしは思わず「若い頃のママにそっくりやわ」と絶賛していたという。

## 出演者
- 西川ヘレン･････和久井映見
- 西川きよし･････西川忠志
- 西川義道･･･････西川きよし
- 西川忠志･･･････多賀名将也
- 西川傑志（後の弘志）･･･････山野辺英司
- 西川かの子･････山崎奈々
- 横山やすし･････川谷修士（2丁拳銃）
- 坂田利夫 ･･･ 山下しげのり（ジャリズム）
- 西川のりお･･･ 津田篤宏（ダイアン）
- 田中 ･･･ 米原幸佑
- 女芸人A ･･･ 西川かの子
- プロデューサーA ･･･ 西川のりお
- プロデューサーB ･･･ 大木こだま
- プロデューサーC ･･･ 村上ショージ
- プロデューサーD ･･･ ほんこん（130R）
- クラブローズのママ ･･･ 真理アンヌ
- 麻里 ･･･ たくませいこ
- 吉本興業社長 ･･･ 竜雷太
- 西川清意（きよしの母） ･･･ 野川由美子
- 杉本百合（ヘレンの母） ･･･ いしだあゆみ

## 外部データ
- ドラマコンプレックス・ヘレンときよしの物語

| 日本テレビ DRAMA COMPLEX（2006年8月29日）                   | 日本テレビ DRAMA COMPLEX（2006年8月29日） | 日本テレビ DRAMA COMPLEX（2006年8月29日） |
| 前番組                                                      | 番組名                                    | 次番組                                    |
| ----------------------------------------------------------- | ----------------------------------------- | ----------------------------------------- |
| ひめゆり隊と同じ戦火を生きた少女の記録 最後のナイチンゲール | ヘレンときよしの物語                      | 手の上のシャボン玉                        |

| スタブアイコン | サブスタブ | この項目は、まだ閲覧者の調べものの参照としては役立たない、テレビ番組に関連した書きかけの項目です。この項目を加筆・訂正などしてくださる協力者を求めています（P:テレビ/PJ:放送または配信の番組）。 |